# Avião embarcado
Um avião embarcado é um avião militar que pode operar de um porta-aviões. Essas aeronaves precisam ser lançadas a uma curta distância e serem robustas o suficiente para suportar as forças abruptas de lançamento e recuperação em um deck de lançamento. Além disso, suas asas podem ser dobradas, facilitando as operações em locais apertados.